# His Wife's Good Name
His Wife's Good Name è un film muto del 1916 diretto da Ralph Ince.

## Produzione
Il film fu prodotto dalla Vitagraph Company of America.

## Distribuzione
Il copyright del film, richiesto dalla Vitagraph Co. of America, fu registrato il 2 settembre 1916 con il numero LP9056.
Distribuito dalla V-L-S-E , il film uscì nelle sale cinematografiche degli Stati Uniti il 4 settembre 1916.
Non si conoscono copie ancora esistenti della pellicola che viene considerata presumibilmente perduta.